# (4853) Marielukac
(4853) Marielukac (1979 ML) – planetoida z pasa głównego asteroid okrążająca Słońce w ciągu 4,04 lat w średniej odległości 2,53 j.a. Odkryta 28 czerwca 1979 roku.